# Polygrammodes leucalis
Polygrammodes leucalis is een vlinder uit de familie van de grasmotten (Crambidae). De wetenschappelijke naam van deze soort is voor het eerst voorgesteld als Botys leucalis door Achille Guenée in een publicatie uit 1854.
De soort komt voor in Brazilië.